# Africa Cup 2018
L’Africa Cup 2018 (in inglese 2018 Africa Cup; in francese Coupe d'Afrique 2018; in afrikaans Rugby Afrikabeker 2018) fu la 18ª edizione della Coppa d’Africa di rugby a 15.
Fu disputata da 16 squadre su tre divisioni, la Gold Cup (valida per il titolo continentale), la Silver Cup e la Bronze Cup.
Il torneo si tenne tra maggio e agosto 2018, e le due divisioni inferiori si disputarono su sedi fisse.
In particolare, il girone nord della Silver Cup si tenne in Francia a Tolosa, mentre il girone sud si tenne in Zambia a Mufulira, così come anche la finale tra le vincenti dei due gironi.
La Bronze Cup si tenne a Elmina, in Ghana, e fu vinta dalla squadra di casa, che guadagnò anche la promozione alla Silver Cup 2019.
La Gold Cup 2018 servì come terzo turno delle qualificazioni africane alla Coppa del Mondo 2019; vincitrice del torneo, e qualificata alla rassegna mondiale, fu la Namibia, per la quinta volta consecutiva e settima complessiva; il Kenya, giunto secondo e battuto dai namibiani nell'incontro decisivo per 28-53 a Windhoek, accedette altresì ai ripescaggi che si tennero nel novembre successivo in Francia.

## Squadre partecipanti
| Gold Cup | Silver Cup     | Silver Cup | Bronze Cup |
| Gold Cup | Nord           | Sud        | Bronze Cup |
| -------- | -------------- | ---------- | ---------- |
| Kenya    | Algeria        | Botswana   | Ghana      |
| Marocco  | Costa d'Avorio | Madagascar | Lesotho    |
| Namibia  | Senegal        | Zambia     | Mauritius  |
| Tunisia  |                |            | Ruanda     |
| Uganda   |                |            |            |
| Zimbabwe |                |            |            |

## Gold Cup

### Incontri
| Arbitro: | Quinton Immellan |

|                        |      |                        |
| 10’, 28’ Katsvere      | mt   | 30’ Jaoudat 67’ Qadiri |
| 11’, 29’, ’ Tambwera   | tr   | 31’, 67’ Hmiddouch     |
| 59’, 65’, 72’ Tambwera | c.p. | 7’, 36’, 40’ Hmiddouch |

| Arbitro: | Cwengile Jadeweni |

| |      |                 |
| 7’ Venter 14’, 28’ Deysel 19’ Nortje 48’, 75’ Van der Westhuizen 55’ Conradie 58’ Greyling 68’ Botha | mt   |                 |
| 8’, 15’, 20’, 56’ Loubser 76’ Steenkamp                                                              | tr   |                 |
| | c.p. | 35’, 53’ Jongat |

| Arbitro: | Quinton Immelman |

| |    |  |
| Klim 3’, 15’, 45’, 64’ Deysel 11’ C. Botha 22’, 52’, 71’ Katjijeko 28’ Conrade 31’ tecnica 35’ Greyling 37’, 43’, 61’, 77’ v. Lill 67’ Stevens 79’ Johan Tromp 80+2’ | mt |  |
| Loubser 3’, 11’, 15’, 28’, 31’, 43’, 52’, 61’ Steenkamp 67’, 71’, 77’, 80’, 80+2’                                                                                    | tr |  |

| Arbitro: | Sébastien Minery |

|                                                          |    |                                      |
| 11’ Rguibi Idrissi 28’ Boukanoucha 48’ Arabat 71’ Nassik | mt | 3’ Adema 51’, 65’ Opondo 57’ Amusala |
| 49’ Hmiddouch 72’ Brichet                                | tr | 4’, 42’, 58’, 65’ Mukidza            |

| Arbitro: | Tual Tranini |

|                                                               |    |                                                                                   |
| 5’, 14’, 18’ Chenge 21’ Opondo 37’ tecnica 80’, 80+5’ Chituyi | mt | 11’ Parirenyatwa 27’ Mutamangira 40+5’ Makanda 46’ Mudariki 51’ tecnica 55’ McNab |
| 6’, 15’, 20’, 80+6’ Mukidza                                   | tr | 29’, 56’ Tambwera                                                                 |

| Arbitro: | Adrien Descottes |

|               |    |                                                                                      |
| 47’ Qadiri    | mt | 7’ Coetzee 11’ Van Lill 19’, 70’ Venter 30’, 38’ Newman 46’ tecnica 54’, 78’ Loubser |
| 48’ Hmiddouch | tr | 8’, 12’, 20’, 31’, 39’, 55’, 71’, 78’ Loubser                                        |

| Nairobi 7 luglio 2018 | Kenya | 38 – 22 referto                          | Uganda | RFUEA Grounds (3 200 spett.) |
| 7’ Ojee 21’ Chenge 29’ Onsomu 37’ Ayange Otiende 80+2’ Amusala mt 15’, 72’ Wokorach 46’ Magomu 63’ Okorach 9’, 22’, 30’, 38’, 80+3’ Mukidza tr 47’ Wokorach 50’ Mukidza c.p. |       |                                          |        |                              |
| |       |                                          |        |                              |
| 7’ Ojee 21’ Chenge 29’ Onsomu 37’ Ayange Otiende 80+2’ Amusala | mt    | 15’, 72’ Wokorach 46’ Magomu 63’ Okorach |        |                              |
| 9’, 22’, 30’, 38’, 80+3’ Mukidza | tr    | 47’ Wokorach                             |        |                              |
| 50’ Mukidza | c.p.  |                                          |        |                              |

| Monastir 7 luglio 2018 | Tunisia | 18 – 14 referto             | Zimbabwe | Stade Mustapha Ben Jannet (2 000 spett.) |
| 24’ Mliss 61’ Werhani mt 28’ Tambwera 51’ Mandivenga 61’ Ali Gafsi tr 29’, 51’ Tambwera 57’ Ali Gafsi c.p. 80’ Ali Gafsi drop |         |                             |          |                                          |
| |         |                             |          |                                          |
| 24’ Mliss 61’ Werhani | mt      | 28’ Tambwera 51’ Mandivenga |          |                                          |
| 61’ Ali Gafsi | tr      | 29’, 51’ Tambwera           |          |                                          |
| 57’ Ali Gafsi | c.p.    |                             |          |                                          |
| 80’ Ali Gafsi | drop    |                             |          |                                          |

| Kampala 4 agosto 2018 | Uganda | 67 – 12 referto    | Tunisia | Kyadondo Rugby Club (1 000 spett.) |
| 33’ Masendi 36’ Okorach 39’, 41’ Mugerwa 54’, 56’, 65’ Wokorach 69’ Okia 78’ Munyani mt 4’ Khalfi 62’ Dhif 33’, 40’, 41’, 54’, 56’, 66’, 69’, 78’ Wokorach tr 63’ Dhif 24’, 29’ Wokorach c.p. |        |                    |         |                                    |
| |        |                    |         |                                    |
| 33’ Masendi 36’ Okorach 39’, 41’ Mugerwa 54’, 56’, 65’ Wokorach 69’ Okia 78’ Munyani | mt     | 4’ Khalfi 62’ Dhif |         |                                    |
| 33’, 40’, 41’, 54’, 56’, 66’, 69’, 78’ Wokorach | tr     | 63’ Dhif           |         |                                    |
| 24’, 29’ Wokorach | c.p.   |                    |         |                                    |

| Bulawayo 4 agosto 2018 | Zimbabwe | 28 – 58 referto                                                                                              | Namibia | Hartsfield (3 500 spett.) |
| 10’ Pritchard 51’ Chitokwindo 55’ Mandioma 74’ Makombe mt 3’ Klim 25’ Van Lill 30’ Greyling 43’ Conradie 53’ Van Jaarsveld 72’ Uanivi 78’ van der Westhuizen 80’ Tromp 11’, 52’ Mandivenga 55’, 75’ Tambwera tr 5’, 26’, 31’, 44’, 73’ Loubser 79’ Steenkamp c.p. 17’, 40’ Loubser |          | |         |                           |
| |          | |         |                           |
| 10’ Pritchard 51’ Chitokwindo 55’ Mandioma 74’ Makombe | mt       | 3’ Klim 25’ Van Lill 30’ Greyling 43’ Conradie 53’ Van Jaarsveld 72’ Uanivi 78’ van der Westhuizen 80’ Tromp |         |                           |
| 11’, 52’ Mandivenga 55’, 75’ Tambwera | tr       | 5’, 26’, 31’, 44’, 73’ Loubser 79’ Steenkamp                                                                 |         |                           |
| | c.p.     | 17’, 40’ Loubser                                                                                             |         |                           |

| Kampala 11 agosto 2018 | Uganda | 47 – 29 referto                         | Marocco | Kampala RC (2 000 spett.) |
| 6’, 70’ Ogena 36’ Okorach 38’ Magomu 80’ Okia mt 21’ Azelmad 41’ Amraoui 45’, 58’ Jnaoui 7’, 37’, 39’, 71’, 80’ Wokorach tr 22’, 46’, 59’ El Kadri 2’, 24’, 34’, 49’ Wokorach c.p. 65’ El Kadri |        |                                         |         |                           |
| |        |                                         |         |                           |
| 6’, 70’ Ogena 36’ Okorach 38’ Magomu 80’ Okia | mt     | 21’ Azelmad 41’ Amraoui 45’, 58’ Jnaoui |         |                           |
| 7’, 37’, 39’, 71’, 80’ Wokorach | tr     | 22’, 46’, 59’ El Kadri                  |         |                           |
| 2’, 24’, 34’, 49’ Wokorach | c.p.   | 65’ El Kadri                            |         |                           |

| Nairobi 11 agosto 2018 | Kenya | 67 – 0 referto | Tunisia | RFUEA Grounds (7 000 spett.) |
| 5’, 79’ Ambaka Ndayara 21’ Chenge 23’ Chogo 27’ Ojee 31’ Musonye 36’ Mukidza 41’ Owila 55’ Karia 66’ Omollo 74’ Opondo mt 6’, 21’, 24’, 28’, 32’ Mukidza 66’ Omollo tr |       |                |         |                              |
| |       |                |         |                              |
| 5’, 79’ Ambaka Ndayara 21’ Chenge 23’ Chogo 27’ Ojee 31’ Musonye 36’ Mukidza 41’ Owila 55’ Karia 66’ Omollo 74’ Opondo                                                 | mt    |                |         |                              |
| 6’, 21’, 24’, 28’, 32’ Mukidza 66’ Omollo | tr    |                |         |                              |

| Kampala 18 agosto 2018 | Uganda | 18 – 38 referto                                                           | Zimbabwe | Kampala RC |
| 27’ Oketayot 50’ Okorach mt 5’ Pritchard 25’, 43’ Chitokwindo 38’ Mandivenga 65’ Katsvere 78’ Makombe 28’ Wokorach tr 6’, 25’, 66’, 78’ Tambwera 34’, 62’ Wokorach c.p. |        |                                                                           |          |            |
| |        |                                                                           |          |            |
| 27’ Oketayot 50’ Okorach | mt     | 5’ Pritchard 25’, 43’ Chitokwindo 38’ Mandivenga 65’ Katsvere 78’ Makombe |          |            |
| 28’ Wokorach | tr     | 6’, 25’, 66’, 78’ Tambwera                                                |          |            |
| 34’, 62’ Wokorach | c.p.   |                                                                           |          |            |

| Windhoek 18 agosto 2018 | Namibia | 53 – 28 referto                                | Kenya | Hage Geingob Rugby Stadium |
| 23’, 71’ Botha 25’, 42’ van der Westhuizen 34’ Loubser 57’ Tjeriko 62’ tecnica mt 13’, 55’ Ambaka Ndayara 66’ Onsando 74’ Omollo 24’, 26’, 43’, 59’, 72’ Loubser tr 15’ Adimo 56’, 67’, 74’ Mukidza 5’, 52’ Loubser c.p. |         |                                                |       |                            |
| |         |                                                |       |                            |
| 23’, 71’ Botha 25’, 42’ van der Westhuizen 34’ Loubser 57’ Tjeriko 62’ tecnica | mt      | 13’, 55’ Ambaka Ndayara 66’ Onsando 74’ Omollo |       |                            |
| 24’, 26’, 43’, 59’, 72’ Loubser | tr      | 15’ Adimo 56’, 67’, 74’ Mukidza                |       |                            |
| 5’, 52’ Loubser | c.p.    |                                                |       |                            |

| Monastir 18 agosto 2018 | Tunisia | 36 – 13 referto        | Marocco | Stade Mustapha Ben Jannet |
| 1’ Ben Hamouda 31’ Gmir 40+3’ Chelly 44’ Jabri 48’ tecnica 73’ Ben Hamouda mt 4’ Deblaoui 26’ Bougja 40+4’, 73’ Khalifa tr c.p. 39’ El Kadri |         |                        |         |                           |
| |         |                        |         |                           |
| 1’ Ben Hamouda 31’ Gmir 40+3’ Chelly 44’ Jabri 48’ tecnica 73’ Ben Hamouda                                                                   | mt      | 4’ Deblaoui 26’ Bougja |         |                           |
| 40+4’, 73’ Khalifa | tr      |                        |         |                           |
| | c.p.    | 39’ El Kadri           |         |                           |

### Classifica
|  | Classifica | G | V | N | P | PF  | PS  | diff. | B+3 | BS | PT |
|  | ---------- | - | - | - | - | --- | --- | ----- | --- | -- | -- |
|  | Namibia    | 5 | 5 | 0 | 0 | 347 | 69  | +278  | 5   | 0  | 25 |
|  | Kenya      | 5 | 4 | 0 | 1 | 206 | 135 | +71   | 1   | 0  | 17 |
|  | Uganda     | 5 | 2 | 0 | 3 | 160 | 172 | -12   | 1   | 0  | 9  |
|  | Tunisia    | 5 | 2 | 0 | 3 | 66  | 279 | -213  | 1   | 0  | 9  |
|  | Zimbabwe   | 5 | 1 | 1 | 3 | 139 | 162 | -23   | 1   | 1  | 8  |
|  | Marocco    | 5 | 0 | 1 | 4 | 96  | 197 | -101  | 0   | 1  | 3  |

## Silver Cup

### Gruppo nord
| Data           | Incontro                 | Risultato | Sede   |
| -------------- | ------------------------ | --------- | ------ |
| 8 luglio 2018  | Algeria ― Senegal        | 22–18     | Tolosa |
| 11 luglio 2018 | Costa d'Avorio ― Senegal | 25–21     | Tolosa |
| 14 luglio 2018 | Algeria ― Costa d'Avorio | 23–13     | Tolosa |

|  | Classifica     | G | V | N | P | PF | PS | diff. | BM | BS | PT |
|  | -------------- | - | - | - | - | -- | -- | ----- | -- | -- | -- |
|  | Algeria        | 2 | 2 | 0 | 0 | 45 | 31 | +14   | 1  | 0  | 9  |
|  | Costa d'Avorio | 2 | 1 | 0 | 1 | 38 | 44 | -6    | 0  | 0  | 4  |
|  | Senegal        | 2 | 0 | 0 | 2 | 39 | 47 | -8    | 0  | 2  | 2  |

### Gruppo sud
| Data           | Incontro              | Risultato | Sede     |
| -------------- | --------------------- | --------- | -------- |
| 8 luglio 2018  | Botswana ― Zambia     | 13–32     | Mufulira |
| 11 luglio 2018 | Botswana ― Madagascar | 18–64     | Mufulira |
| 14 luglio 2018 | Zambia ― Madagascar   | 31–29     | Mufulira |

|  | Classifica | G | V | N | P | PF | PS | diff. | BM | BS | PT |
|  | ---------- | - | - | - | - | -- | -- | ----- | -- | -- | -- |
|  | Zambia     | 2 | 2 | 0 | 0 | 63 | 42 | +21   | 1  | 0  | 9  |
|  | Madagascar | 2 | 1 | 0 | 1 | 93 | 49 | +44   | 1  | 1  | 6  |
|  | Botswana   | 2 | 0 | 0 | 2 | 31 | 96 | -65   | 0  | 0  | 0  |

### Finale della Silver Cup
| Arbitro: | Victor Oduor |

|  |      |                                                 |
|  | mt   | 8’ Mathiev 18’ Abdelkader 55’ Best 80’ Batchali |
|  | tr   | 8’, 18’, 55’, 80’ Bensalla                      |
|  | c.p. | 28’ Bensalla                                    |

## Bronze Cup
|  | Semifinali | Semifinali | Semifinali |       |           | Finale          | Finale          | Finale          |  |
|  |            |            |            |       |           |                 |                 |                 |  |
|  | Mauritius  | Mauritius  | 47         |       |           |                 |                 |                 |  |
|  | Mauritius  | Mauritius  | 47         |       |           |                 |                 |                 |  |
|  | Lesotho    | Lesotho    | 16         |       |           |                 |                 |                 |  |
|  | Lesotho    | Lesotho    | 16         |       | Mauritius | Mauritius       | 17              |                 |  |
|  |            |            |            |       | Mauritius | Mauritius       | 17              |                 |  |
|  |            |            | Ghana      | Ghana | 23        |                 |                 |                 |  |
|  | Ghana      | Ghana      | Ghana      | Ghana | 23        | 57              |                 |                 |  |
|  | Ghana      | Ghana      |            |       |           | 57              |                 |                 |  |
|  | Ruanda     | Ruanda     | 0          |       |           | Finale 3º posto | Finale 3º posto | Finale 3º posto |  |
|  | Ruanda     | Ruanda     | 0          |       |           |                 |                 |                 |  |
|  |            |            |            |       |           |                 |                 |                 |  |
|  |            |            |            |       |           | Lesotho         | Lesotho         | 22              |  |
|  |            |            |            |       |           | Lesotho         | Lesotho         | 22              |  |
|  |            |            |            |       |           | Ruanda          | Ruanda          | 32              |  |

### Finale della Bronze Cup
| Arbitro: | Nicardo Pienaar |

|                            |      |                                    |
| Acqueye 38’ Gavor 49’, 62’ | mt   | 32’ Baissac 69’ Marengo 74’ Martin |
| Appiah 49’                 | tr   | 69’ Rousset                        |
| Appiah 19’, 58’            | c.p. |                                    |